# Energa Ostrołęka
Energa Omis Ostrołęka – polski klub siatkarski z Ostrołęki założony w 2001 r. W latach 2012–2015 drużyna występowała pod nazwą sponsora - Pekpol Ostrołęka. Klub został rozwiązany w 2018 r.

## Historia
Klub powstał przed sezonem 2000/2001, kiedy do Ostrołęki została przeniesiona drużyna Cezara Białystok. Z początku zespół występował jako NET Ostrołęka, a od sezonu 2006/2007 do sezonu 2014/2015 rozgrywał swoje mecze pod nazwą sponsora jako Pekpol Ostrołęka. Od początku swojej historii klub uczestniczył w rozgrywkach II ligi, dwukrotnie został jej wicemistrzem, a w sezonie 2009/2010 odniósł największy sukces w historii sięgając po mistrzostwo grupy 3 II ligi i uzyskując awans do I ligi po zajęciu drugiego miejsca w Turnieju Mistrzów Grup. W rozgrywkach I ligi zespół grał od sezonu 2010/2011 do sezonu 2015/2016, po czym spadł z ligi. W sezonach 2016/2017 i 2017/2018 klub grał w II lidze. 
Od sezonu 2007/2008 do końca funkcjonowania klubu ostrołęckich siatkarzy prowadził Andrzej Dudziec. Wcześniej trenerami drużyny byli Edward Górecki i Lucjan Łomacz. Prezesem klubu z Ostrołęki był Stanisław Nowaczyk. W Ostrołęce sekcje młodzieżowe siatkówki (chłopców) - juniorów, kadetów oraz młodzików prowadzi obecnie klub UKS Olimp Ostrołęka.
Siatkarze NETu regularnie rozgrywali mecze i prowadzili treningi w hali im. Arkadiusza Gołasia. Na obiekcie tym również mają miejsce zgrupowania zespołów międzynarodowych (2006 - reprezentacja Egiptu, 2008 - juniorska reprezentacja Argentyny, 2009 - reprezentacja Maroka).
Z powodu problemów finansowych klub wycofał się z rozgrywek II ligi po zakończeniu sezonu 2017/2018, po czym został rozwiązany.

### Miejsca w poszczególnych sezonach
| Sezon               | Miejsce | Uwagi                                               |
| ------------------- | ------- | --------------------------------------------------- |
| 2001/2002 - II liga | 3.      |                                                     |
| 2002/2003 - II liga | 2.      |                                                     |
| 2003/2004 - II liga | 4.      |                                                     |
| 2004/2005 - II liga | 6.      |                                                     |
| 2005/2006 - II liga | 4.      |                                                     |
| 2006/2007 - II liga | 6.      |                                                     |
| 2007/2008 - II liga | 2.      |                                                     |
| 2008/2009 - II liga | 4.      |                                                     |
| 2009/2010 - II liga | 1.      | 2. miejsce w Turnieju Mistrzów Grup                 |
| 2010/2011 - I liga  | 5.      |                                                     |
| 2011/2012 - I liga  | 5.      |                                                     |
| 2012/2013 - I liga  | 4.      |                                                     |
| 2013/2014 - I liga  | 8.      |                                                     |
| 2014/2015 - I liga  | 7.      |                                                     |
| 2015/2016- I liga   | 13.     | spadek                                              |
| 2016/2017- II liga  | 2.      | odpadnięcie w turnieju finałowym                    |
| 2017/2018- II liga  | 2.      | odpadnięcie w turnieju finałowym, rozwiązanie klubu |